# حادثة الإفك
حادثة الإفك حادثة افتعلها المنافقون في عهد النبي محمد، ولكنها دُحِضت بآيات من سورة النور، حيث اتهم المنافقون كلا من السيدة عائشة بنت أبي بكر والصحابي صفوان بن المعطل بارتكاب الفاحشة، ولكن نزلت آيات من القرآن تُخبَرُ ببراءتهما، وتم تطبيق حد القذف بمن أشاعوا ذلك الافتراء.

## اختلاق حادثة الإفك
أراد المنافقون المساس برسول الله ﷺ  فتحدثوا بعرضه، ولم يتوقف الحديث عند المنافقين بل امتد ليتحدث به بعض الصحابة مثل مسطح بن أثاثة ابن خالة أبي بكر وغيره، وكان المنافق عبد الله بن أبي سلول على رأس من اختلق الفتنة وأثارها، ولم يكن يريد أن يظهر للناس أنه مصدرها، فكان يذهب إلى الناس ويقول: أما سمعتم ما قيل في عائشة، قيل كذا وكذا.

## القصة من السيرة النبوية
روى الإمام البخاري حديث الإفك في صحيحه، قال: 
| حادثة الإفك | حدثنا يحيى بن بكير حدثنا الليث عن يونس عن ابن شهاب، قال: أخبرني عروة بن الزبير، وسعيد بن المسيب، وعلقمة بن وقاص، وعبيد الله بن عبد الله بن عتبة بن مسعود عن حديث عائشة - رضي الله عنها - زوج النبي - صلى الله عليه وسلم - حين قال لها أهل الإفك ما قالوا، فبرأها الله مما قالوا، وكل حدثني طائفة من الحديث، وبعض حديثهم يصدق بعضا، وإن كان بعضهم أوعى له من بعض، والذي حدثني عروة عن عائشة - رضي الله عنها - أن عائشة زوج النبي - صلى الله عليه وسلم - قالت: كان رسول الله - صلى الله عليه وسلم - إذا أراد أن يخرج أقرع بين أزواجه، فأيتهن خرج سهمها خرج بها رسول الله - صلى الله عليه وسلم - معه، قالت عائشة: فأقرع بيننا في غزوة غزاها فخرج سهمي، فخرجت مع رسول الله - صلى الله عليه وسلم - بعدما نزل الحجاب، فأنا أُحمل في هودجي وأنزل فيه، فسرنا حتى إذا فرغ رسول الله - صلى الله عليه وسلم - من غزوته تلك، وقفل، ودنونا من المدينة قافلين آذن ليلة بالرحيل، فقمت حين آذنوا بالرحيل، فمشيت حتى جاوزت الجيش، فلما قضيت شأني أقبلت إلى رحلي، فإذا عقد لي من جزع أظفار قد انقطع، فالتمست عقدي، وحبسني ابتغاؤه، وأقبل الرهط الذين كانوا يرحلون لي، فاحتملوا هودجي فرحلوه على بعيري الذي كنت ركبت، وهم يحسبون أني فيه، وكان النساء إذ ذاك خفافا لم يثقلهن اللحم إنما تأكل العلقة من الطعام، فلم يستنكر القوم خفة الهودج حين رفعوه، وكنت جارية حديثة السن، فبعثوا الجمل وساروا، فوجدت عقدي بعدما استمر الجيش، فجئت منازلهم وليس بها داع ولا مجيب، فأممت منزلي الذي كنت به، وظننت أنهم سيفقدوني فيرجعون إلي. فبينما أنا جالسة في منزلي غلبتني عيني فنمت، وكان صفوان بن المعطل السلمي ثم الذكواني من وراء الجيش فأدلج فأصبح عند منزلي، فرأى سواد إنسان نائم، فأتاني فعرفني حين رآني، وكان يراني قبل الحجاب، فاستيقظت باسترجاعه حين عرفني، فخمرت وجهي بجلبابي، ووالله ما كلمني كلمة، ولا سمعت منه كلمة غير استرجاعه، حتى أناخ راحلته، فوطئ على يديها فركبتها، فانطلق يقود بي الراحلة حتى أتينا الجيش بعدما نزلوا موغرين في نحر الظهيرة، فهلك من هلك، وكان الذي تولى الإفك عبد الله بن أبي ابن سلول، فقدمنا المدينة، فاشتكيت حين قدمت شهرا، والناس يفيضون في قول أصحاب الإفك لا أشعر بشيء من ذلك، وهو يريبني في وجعي أني لا أعرف من رسول الله - صلى الله عليه وسلم - اللطف الذي كنت أرى منه حين أشتكي، إنما يدخل علي رسول الله - صلى الله عليه وسلم - فيسلم، ثم يقول: كيف تيكم؟ ثم ينصرف، فذاك الذي يريبني ولا أشعر بالشر، حتى خرجت بعدما نقهت، فخرجت معي أم مسطح قبل المناصع، وهو متبرزنا، وكنا لا نخرج إلا ليلا إلى ليل، وذلك قبل أن نتخذ الكنف قريبا من بيوتنا، وأمرنا أمر العرب الأول في التبرز قبل الغائط، فكنا نتأذى بالكنف أن نتخذها عند بيوتنا، فانطلقت أنا وأم مسطح - وهي ابنة أبي رهم بن عبد مناف، وأمها بنت صخر بن عامر خالة أبي بكر الصديق، وابنها مسطح بن أثاثة - فأقبلت أنا وأم مسطح قبل بيتي، وقد فرغنا من شأننا، فعثرت أم مسطح في مرطها، فقالت: تعس مسطح، فقلت لها: بئس ما قلت، أتسبين رجلا شهد بدرا؟! قالت: أي هنتاه، أو لم تسمعي ما قال؟ قالت: قلت: وما قال؟ فأخبرتني بقول أهل الإفك؛ فازددت مرضا على مرضي، فلما رجعت إلى بيتي ودخل علي رسول الله صلى الله عليه وسلم - تعني سلم - ثم قال: كيف تيكم؟ فقلت: أتأذن لي أن آتي أبوي؟ قالت: وأنا حينئذ أريد أن أستيقن الخبر من قبلهما، قالت: فأذن لي رسول الله صلى الله عليه وسلم. فجئت أبوي فقلت لأمي: يا أمتاه، ما يتحدث الناس؟ قالت: يا بنية، هوني عليك، فوالله لقلما كانت امرأة قط وضيئة عند رجل يحبها ولها ضرائر إلا أكثرن عليها، قالت: فقلت: سبحان الله أو قد تحدث الناس بهذا؟! قالت: فبكيت تلك الليلة حتى أصبحت لا يرقأ لي دمع، ولا أكتحل بنوم حتى أصبحت أبكي، فدعا رسول الله - صلى الله عليه وسلم - علي بن أبي طالب وأسامة بن زيد - رضي الله عنهما - حين استلبث الوحي يستأمرهما في فراق أهله، قالت: فأما أسامة بن زيد فأشار على رسول الله - صلى الله عليه وسلم - بالذي يعلم من براءة أهله وبالذي يعلم لهم في نفسه من الود، فقال: يا رسول الله، أهلك ولا نعلم إلا خيرا. وأما علي بن أبي طالب فقال: يا رسول الله، لم يضيق الله عليك، والنساء سواها كثير، وإن تسأل الجارية تصدقك، قالت: فدعا رسول الله - صلى الله عليه وسلم - بريرة، فقال: أي بريرة، هل رأيت من شيء يريبك؟ قالت بريرة: لا والذي بعثك بالحق، إن رأيت عليها أمرا أغمصه عليها أكثر من أنها جارية حديثة السن تنام عن عجين أهلها، فتأتي الداجن فتأكله، فقام رسول الله - صلى الله عليه وسلم - فاستعذر يومئذ من عبد الله بن أبي ابن سلول، قالت: فقال رسول الله - صلى الله عليه وسلم - وهو على المنبر: يا معشر المسلمين، من يعذرني من رجل قد بلغني أذاه في أهل بيتي؟ فوالله، ما علمت على أهلي إلا خيرا، ولقد ذكروا رجلا ما علمت عليه إلا خيرا، وما كان يدخل على أهلي إلا معي. فقام سعد بن معاذ الأنصاري، فقال: يا رسول الله، أنا أعذرك منه، إن كان من الأوس ضربت عنقه، وإن كان من إخواننا من الخزرج أمرتنا ففعلنا أمرك، قالت: فقام سعد بن عبادة، وهو سيد الخزرج، وكان قبل ذلك رجلا صالحا، ولكن احتملته الحمية، فقال لسعد: كذبت لعمر الله، لا تقتله ولا تقدر على قتله، فقام أسيد بن حضير، وهو ابن عم سعد بن معاذ، فقال لسعد بن عبادة: كذبت لعمر الله، لنقتلنه، فإنك منافق تجادل عن المنافقين، فتثاور الحيان - الأوس والخزرج - حتى هموا أن يقتتلوا، ورسول الله - صلى الله عليه وسلم - قائم على المنبر، فلم يزل رسول الله - صلى الله عليه وسلم - يخفضهم حتى سكتوا وسكت. قالت: فبكيت يومي ذلك لا يرقأ لي دمع، ولا أكتحل بنوم، قالت: فأصبح أبواي عندي، وقد بكيت ليلتين ويوما لا أكتحل بنوم، ولا يرقأ لي دمع يظنان أن البكاء فالق كبدي، قالت: فبينما هما جالسان عندي وأنا أبكي فاستأذنت علي امرأة من الأنصار فأذنت لها، فجلست تبكي معي، قالت: فبينا نحن على ذلك دخل علينا رسول الله صلى الله عليه وسلم، فسلم ثم جلس، قالت: ولم يجلس عندي منذ قيل ما قيل قبلها، وقد لبث شهرا لا يوحى إليه في شأني، قالت: فتشهد رسول الله - صلى الله عليه وسلم - حين جلس، ثم قال: أما بعد، يا عائشة، فإنه قد بلغني عنك كذا وكذا، فإن كنت بريئة فسيبرئك الله، وإن كنت ألممت بذنب فاستغفري الله، وتوبي إليه، فإن العبد إذا اعترف بذنبه ثم تاب إلى الله تاب الله عليه. قالت: فلما قضى رسول الله - صلى الله عليه وسلم - مقالته قلص دمعي حتى ما أحس منه قطرة، فقلت لأبي: أجب رسول الله - صلى الله عليه وسلم - فيما قال، قال: والله، ما أدري ما أقول لرسول الله صلى الله عليه وسلم، فقلت لأمي: أجيبي رسول الله صلى الله عليه وسلم، قالت: ما أدري ما أقول لرسول الله صلى الله عليه وسلم، قالت: فقلت - وأنا جارية حديثة السن، لا أقرأ كثيرا من القرآن: إني والله لقد علمت، لقد سمعتم هذا الحديث حتى استقر في أنفسكم وصدقتم به، فلئن قلت لكم: إني بريئة، والله يعلم أني بريئة، لا تصدقوني بذلك، ولئن اعترفت لكم بأمر، والله يعلم أني منه بريئة، لتصدقني، والله ما أجد لكم مثلا إلا قول أبي يوسف قال: "فصبر جميل والله المستعان على ما تصفون" (يوسف، 18). قالت: ثم تحولت فاضطجعت على فراشي، قالت: وأنا حينئذ أعلم أني بريئة، وأن الله مبرئي ببراءتي، ولكن والله ما كنت أظن أن الله منزل في شأني وحيا يتلى، ولشأني في نفسي كان أحقر من أن يتكلم الله في بأمر يتلى، ولكن كنت أرجو أن يرى رسول الله - صلى الله عليه وسلم - في النوم رؤيا يبرئني الله بها، قالت: فوالله، ما رام رسول الله - صلى الله عليه وسلم - ولا خرج أحد من أهل البيت حتى أنزل عليه، فأخذه ما كان يأخذه من البرحاء حتى إنه ليتحدر منه مثل الجمان من العرق وهو في يوم شات من ثقل القول الذي ينزل عليه، قالت: فلما سري عن رسول الله - صلى الله عليه وسلم - سري عنه وهو يضحك، فكانت أول كلمة تكلم بها: يا عائشة، أما الله - عز وجل - فقد برأك، فقالت أمي: قومي إليه، قالت: فقلت: لا والله لا أقوم إليه ولا أحمد إلا الله عز وجل، فأنزل الله عز وجل:﴿إِنَّ الَّذِينَ جَاءُوا بِالْإِفْكِ عُصْبَةٌ مِنْكُمْ لَا تَحْسَبُوهُ شَرًّا لَكُمْ بَلْ هُوَ خَيْرٌ لَكُمْ لِكُلِّ امْرِئٍ مِنْهُمْ مَا اكْتَسَبَ مِنَ الْإِثْمِ وَالَّذِي تَوَلَّى كِبْرَهُ مِنْهُمْ لَهُ عَذَابٌ عَظِيمٌ ۝١١﴾ (العشر الآيات كلها)، فلما أنزل الله هذا في براءتي قال أبو بكر الصديق رضي الله عنه -وكان ينفق على مسطح بن أثاثة لقرابته منه وفقره-: والله، لا أنفق على مسطح شيئا أبدا بعد الذي قال لعائشة ما قال، فأنزل الله: ﴿وَلَا يَأْتَلِ أُولُو الْفَضْلِ مِنْكُمْ وَالسَّعَةِ أَنْ يُؤْتُوا أُولِي الْقُرْبَى وَالْمَسَاكِينَ وَالْمُهَاجِرِينَ فِي سَبِيلِ اللَّهِ وَلْيَعْفُوا وَلْيَصْفَحُوا أَلَا تُحِبُّونَ أَنْ يَغْفِرَ اللَّهُ لَكُمْ وَاللَّهُ غَفُورٌ رَحِيمٌ ۝٢٢﴾، قال أبو بكر: بلى والله إني أحب أن يغفر الله لي، فرجع إلى مسطح النفقة التي كان ينفق عليه، وقال: والله لا أنزعها منه أبدا، قالت عائشة: وكان رسول الله - صلى الله عليه وسلم - يسأل زينب ابنة جحش عن أمري، فقال: يا زينب ماذا علمت أو رأيت؟ فقالت: يا رسول الله أحمي سمعي وبصري ما علمت إلا خيرا، قالت: وهي التي كانت تساميني من أزواج رسول الله - صلى الله عليه وسلم - فعصمها الله بالورع، وطفقت أختها حمنة تحارب لها فهلكت فيمن هلك من أصحاب الإفك. | حادثة الإفك |

## خلاصة موقف النبي من حادثة الإفك
كان موقف رسول الله ﷺ مما يحدث السكوت، ولم يرضى أن يحكم بالأمر حتى جاءه الوحي بالخبر اليقين، ولما رآه أبو بكر  ساكتا سكت مثله، ثم بدأ رسول الله ﷺ يعرض أمره ويستشير الأقربين منه، فاستشار علي بن أبي طالب فأشار عليه ملمحا أن النساء غيرها كثر، واستشار أسامة بن زيد  فأشار عليه أن يبقى على عهده، ثم أشارت عليه إحدى زوجاته فأثنت ولم تأت عليها بسوء، وذهب إلى عائشة  وسألها إن كانت فعلت شيئا أن تقول له وتستغفر، فقالت له: ما أقول إلا ما قاله أبو يوسف: ﴿فَصَبْرٌ جَمِيلٌ وَاللَّهُ الْمُسْتَعَانُ عَلَى مَا تَصِفُونَ﴾ [يوسف:18].

## أوجه الاختلاف بين اتهام عائشة واتهام مارية القبطية في عرضهما
ذُكر أن مأبور القبطي وهو غلام أهداه المقوقس إلى النبي محمد، وهو قريب مارية القبطية قد اتُهم بدخول بيت مارية القبطية، بلا شهود على ذلك، ولم يرِد شيء يذكر بخصوص تحري الرسول بخصوص ذلك الاتهام، وذُكِر أن النبي أرسل عليًا لقتله إن وجده عندها، لكنه وجده مجبوبًا خَصيّ (أي استؤصل ذكره وخصياه)، فظهرت براءتهما.